# Gašper Marguč
Gašper Marguč, slovenski rokometaš, * 20. avgust 1990, Celje. 
Gašper je levo roki rokometni igralec na položaju desnega krila. 

## Igralna kariera

### Klub

#### Do 2014: Celje
Gašper je bil član kluba RK Celje Pivovarna Laško do leta 2014. V sezoni 2009-10, točneje marca 2010, je prvič nastopil na mednarodnih klubskih tekmah, ko je v starosti 19 let na dveh četrtfinalnih srečanjih pokala EHF dosegel devet zadetkov. V naslednjem letu je prvič zaigral v najmočnejšem evropskem klubskem tekmovanju, ligi prvakov in 17. oktobra 2010 na tekmi proti nemškemu Kielu dosegel svoj prvi zadetek, ko je ob domačem porazu z 28 proti 34 prispeval dva gola. V naslednjih tekmah je svoje dosežke še izboljšal in vsega skupaj dosegel 35 zadetkov.
V evropski sezoni 2011-12 so igrali v pokalu pokalnih zmagovalcev in tam je Gašper na osmih tekmah dosegel 36 golov, njegov klub pa je prišel vse do polfinala.
V sezoni 2012-13 se je vrnil v ligo prvakov in tam na dvanajstih srečanjih dosegel kar 72 zadetkov in bil s tem najboljši strelec svojega kluba, ki se je uvrstil v osmino finala in tam izpadel proti nemškemu Hamburgu. Največ zadetkov na posamezni tekmi je dosegel 21. novembra v gosteh proti nemškemu Kielu, ko je ob porazu s 30 proti 26, zabil 11 golov, kar je bil njegov dotedanji rekord.
V zadnji sezoni pri Celjanih, v sezoni 2013-14, se je ponovno izkazal na najtežjih tekmah lige prvakov. Na skupaj dvanajstih tekmah je zadel 79 golov in bil s tem drugič zapored najboljši strelec kluba, ki se je tudi tokrat uvrstil med 16 najboljših evropskih ekip.

#### Od 2014: Veszprem
Leta 2014 je sprejel ponudbo madžarskega kluba Veszprem, ki velja za eno najmočnejših ekip. V prvi sezoni pri novem klubu se je veselil osvojitve naslova madžarskih prvakov in tudi Lige SEHA. Medtem je v ligi prvakov prišel med štiri najboljše klube in na šestnajstih tekmah zadel 37 golov. Prišel je vse do finala lige prvakov, kjer jih je premagala španska Barcelona, Gašper pa je na tem srečanju zadel dvakrat.
V drugem letu pri Madžarih, sezona 2015-16, so osvojili kar tri lovorike. Postali so zmagovalci madžarskega prvenstva in pokala, ter še drugič zapored osvojili naslov prvaka regionalne lige SEHA. Poleg tega je drugič zapored igral v finalu lige prvakov in tam ob porazu proti poljskim Kielcam Uroša Zormana dosegel en zadetek. Vsega skupaj je v sezoni lige prvakov 2015-16 na dvajsetih tekmah dosegel 78 zadetkov. Poleg tega je bil izglasovan za najboljše desno krilo lige prvakov.
Aprila 2017 je igral v finalu regionalne Lige SEHA in izgubil s 26-21 proti makedonskemu Vardarju, potem ko je na tekmi prispeval en gol. Na tej tekmi sta poleg njega igrala tudi njegova slovenska klubska tovariša, Dragan Gajić in Blaž Blagotinšek.

### Reprezentanca

#### Mladinci
Leta 2010 je bil v postavi mladinske ekipe v starostni kategoriji do 20 let, ki je na Mladinskem evropskem prvenstvu zasedla tretje mesto in osvojila bronasto medaljo. S 49 goli je bil skupaj s Francozom Kentinom Mahejem najboljši strelec tega turnirja. Poleg njega velja iz slovenske ekipe omeniti še slednje igralce: Žiga Mlakar (36 golov), Tine Poklar (31) in Darko Cingesar (25). V odločilni tekmi za bron je bil ob slovenski zmagi nad Nemčijo s 30 proti 25 z 11 goli najboljši strelec srečanja in s tem najzaslužnejši za osvojitev odličja.

#### Člani
Za Slovenijo je prvič zaigral 27. oktobra 2010 v Celju na kvalifikacijski tekmi proti Portugalski. Zatem je na svojem prvem velikem tekmovanju zaigral na EP 2012, ko je bil med rezervisti za ekipo, ki je bila uvrščena na šesto mesto.
Zatem je igral tudi na SP 2013, ko so s četrtim mestom dosegli dotedanji največji uspeh na teh tekmovanjih. Na tem turnirju je zabil 24 golov. V postavi je bil tudi na EP 2016. 
V slovenski selekciji na njegovem mestu med levičarji vlada izjemno huda konkurenca. Poleg njega so tu še, najprej starejši Vid Kavtičnik, Matjaž Brumen in Dragan Gajić, in mlajša Blaž Janc ter Gašperjev brat Gal Marguč. Posledično se je sredi leta 2016 moral sprijazniti, da ga selektor Veselin Vujović ni uvrstil v ekipo, ki je odpotovala na olimpijske igre v Rio.
Novembra 2016 se je ponovno vrnil v selekcijo in igral na dveh kvalifikacijskih tekmah za Evropsko prvenstvo 2018. V zadnjih sekundah drugega srečanja, v gosteh proti Portugalski, je uspešno izvedel sedemmetrovko in s tem preprečil poraz ter Sloveniji prinesel neodločen izid.
Zatem je januarja 2017 igral na SP 2017 v Franciji. Tam je bil z 38 zadetki najučinkovitejši Slovenec v napadu in kot tak eden najzaslužnejših za osvojitev končnega tretjega mesta in bronaste medalje.

## Osebno
Izhaja iz rokometu zapisane družine. Uspešen rokometaš je tudi njegov mlajši brat Gal, ki je prav tako levičar in igra na istem položaju. Ker igrata za različna kluba se dogaja, da se srečujeta na tekmah kot nasprotnika.